# Marcel Schäfer
Marcel Schäfer (sinh 7 tháng 6 năm 1984 tại Aschaffenburg) là 1 cầu thủ bóng đá người Đức. Hiện tại anh chơi tại vị trí hậu vệ cho câu lạc bộ Wolfsburg.

## Sự nghiệp quốc tế
Anh chơi trận đấu đầu tiên cho đội tuyển Đức vào ngày 19 tháng 11 năm 2008 trong 1 trận giao hữu với đội tuyển Anh. Sau World Cup 2010, Marcel Schäfer tuyên bố giã từ đội tuyển quốc gia sau 2 năm gắn bó.

## Thống kê sự nghiệp câu lạc bộ
| Câu lạc bộ                             | Câu lạc bộ                 | Câu lạc bộ                 | Bundesliga | Bundesliga | DFB-Pokal | DFB-Pokal | châu Âu | châu Âu | Tổng cộng | Tổng cộng |
| Câu lạc bộ                             | Bundesliga                 | Mùa giải                   | Trận       | Bàn        | Trận      | Bàn       | Trận    | Bàn     | Trận      | Bàn       |
| Đức                                    | Đức                        | Đức                        | Bundesliga | Bundesliga | DFB-Pokal | DFB-Pokal | Châu Âu | Châu Âu | Tổng cộng | Tổng cộng |
| -------------------------------------- | -------------------------- | -------------------------- | ---------- | ---------- | --------- | --------- | ------- | ------- | --------- | --------- |
| 1860 München                           | Bundesliga                 | 2003–04                    | 1          | 0          | 0         | 0         | —       | —       | 1         | 0         |
| 1860 München                           | 2. Bundesliga              | 2004–05                    | 27         | 2          | 1         | 0         | —       | —       | 28        | 2         |
| 1860 München II                        | Regionalliga Süd           | 2004–05                    | 7          | 3          | —         | —         | —       | —       | 7         | 3         |
| 1860 München                           | 2. Bundesliga              | 2005–06                    | 32         | 1          | 3         | 0         | —       | —       | 35        | 1         |
| 1860 München                           | 2. Bundesliga              | 2006–07                    | 31         | 0          | 1         | 0         | —       | —       | 32        | 0         |
| Tổng cộng 1860 München                 | Tổng cộng 1860 München     | Tổng cộng 1860 München     | 91         | 3          | 5         | 0         | 0       | 0       | 96        | 3         |
| Tổng cộng 1860 München II              | Tổng cộng 1860 München II  | Tổng cộng 1860 München II  | 7          | 3          | —         | —         | —       | —       | 7         | 3         |
| VfL Wolfsburg                          | Bundesliga                 | 2007–08                    | 29         | 6          | 3         | 0         | —       | —       | 32        | 6         |
| VfL Wolfsburg                          | Bundesliga                 | 2008–09                    | 34         | 0          | 4         | 1         | 8       | 0       | 46        | 1         |
| VfL Wolfsburg                          | Bundesliga                 | 2009–10                    | 32         | 0          | 2         | 0         | 12      | 0       | 46        | 0         |
| VfL Wolfsburg                          | Bundesliga                 | 2010–11                    | 34         | 0          | 2         | 1         | —       | —       | 36        | 1         |
| VfL Wolfsburg                          | Bundesliga                 | 2011–12                    | 34         | 5          | 1         | 0         | —       | —       | 35        | 5         |
| VfL Wolfsburg                          | Bundesliga                 | 2012–13                    | 31         | 0          | 4         | 0         | —       | —       | 35        | 0         |
| VfL Wolfsburg                          | Bundesliga                 | 2013–14                    | 21         | 1          | 4         | 1         | —       | —       | 25        | 2         |
| VfL Wolfsburg II                       | Regionalliga Nord          | 2013–14                    | 2          | 1          | —         | —         | —       | —       | 2         | 1         |
| VfL Wolfsburg                          | Bundesliga                 | 2014–15                    | 9          | 0          | 1         | 0         | 5       | 0       | 15        | 0         |
| Tổng cộng VfL Wolfsburg                | Tổng cộng VfL Wolfsburg    | Tổng cộng VfL Wolfsburg    | 223        | 12         | 21        | 3         | 25      | 0       | 268       | 15        |
| Tổng cộng VfL Wolfsburg II             | Tổng cộng VfL Wolfsburg II | Tổng cộng VfL Wolfsburg II | 2          | 1          | —         | —         | —       | —       | 2         | 1         |
| Tổng cộng sự nghiệp                    | Tổng cộng sự nghiệp        | Tổng cộng sự nghiệp        | 323        | 19         | 26        | 3         | 25      | 0       | 373       | 22        |
| Cập nhật lần cuối: 27 tháng 2 năm 2015 |                            |                            |            |            |           |           |         |         |           |           |

## Danh hiệu
- Bundesliga: 2009